# Janet Biggs
Pour les articles homonymes, voir Biggs.
Janet Biggs est une artiste américaine née en 1959, connue pour son travail dans les domaines de la vidéo, de la photographie et de la performance. Biggs vit et travaille à New York . Les œuvres vidéo de Biggs incluent souvent des images d'individus dans des paysages ou des situations extrêmes. Elle a travaillé avec des ouvriers travaillant dans les mines, des lutteurs, des cyclistes obsédés par la vitesse, des nageurs synchronisés, des explorateurs de l'Arctique, des mineurs de soufre dans un volcan en activité et des éleveurs de chameaux dans le désert de Taklamakan,.

## Reconnaissance
L'artiste a reçu une bourse John Simon Guggenheim pour les beaux-arts en 2018.
En octobre 2015, Art In America a publié un article de Faye Hirsch sur le travail de Biggs, axé sur l'exposition Blaffer
Biggs est en couverture d'ArtNews en avril 2015. Un article de Lily Wei, intitulé "Art Made in Harm's Way", décrit les voyages de Biggs dans le conflit frontalier en Éthiopie, où elle a filmé la milice Afar locale alors qu'elle patrouillait à la frontière entre l'Éthiopie et l'Érythrée.
En 2004, elle a reçu la bourse Anonymous Was a Woman. Elle a reçu une bourse du National Endowment for the Arts en 1989.

## Collections
Son travail fait partie des collections permanentes de :  
- le Fonds régional d'art contemporain (FRAC), Languedoc-Roussillon, France ;
- le Skulpturenmuseum Glaskasten Marl (Ruhr Kunst Museen), Marl, Allemagne ;
- le musée d'art de Tampa ;
- le Gibbes Museum of Art, Charleston, Caroline du Sud ;
- le High Museum of Art à Atlanta ;
- le Mint Museum of Art[6] à Charlotte ;
- le musée d'art Herbert F. Johnson de l'Université Cornell à Ithaca ;
- le New Britain Museum of American Art dans le Connecticut.